# Серженко Сергій Петрович
Сергій Петрович Серженко нар. 12 січня 1979) — український футболіст, який грав на позиції півзахисника. Відомий за виступами в низці українських клубів, найбільше за виступами в клубах Сумської області.

## Кар'єра футболіста
Сергій Серженко розпочав виступи в професійних клубах у 1996 році в складі команди другої ліги «Агротехсервіс» із Сум. У 1997 році провів 1 матч у складі команди другої ліги «Слов'янець» з Конотопа, а на початку 1998 року став гравцем команди першої ліги «Явір» (Краснопілля), яка з початку сезону 1998—1999 року змінила прописку на Суми, а назву на «Явір-Суми», у реорганізованій команді грав до кінця сезону 1999—2000 року. Наступний сезон Серженко провів у складі команди «Нафтовик» з Охтирки, яка на той час вибула до другої ліги, та став у її складі переможцем турніру другої ліги в групі «В». Наступний сезон футболіст знову грав у складі команди «Суми», яка на той час вибула до другої ліги, і з нею також став переможцем турніру другої ліги в групі «В». У сезоні 2002—2003 років Серженко грав у складі команди першої ліги «Прикарпаття» з Івано-Франківська. Паралельно футболіст грав і у складі фарм-клубу івано-франківської команди «Лукор» з Калуша, у складі якого втретє поспіль став переможцем групового турніру в другій лізі. У 2004—2007 роках Сергій Серженко грав у складі аматорської команди «Ніжин», після чого завершив виступи на футбольних полях.

## Досягнення
- Переможець другої ліги (Групи В): 2000–2001, 2001–2002
- Переможець другої ліги (Групи А): 2002–2003